# Nuoto al XII Festival olimpico estivo della gioventù europea
Le competizioni di nuoto al XII Festival olimpico estivo della gioventù europea si sono svolte dal 16 al 19 luglio 2013 a Utrecht, nei Paesi Bassi

## Podi

### Ragazzi
| Gara                           | Oro                                                                  | Tempo    | Argento                                                              | Tempo    | Bronzo                                                               | Tempo    |
| 50 m stile libero              | Marek Ulrich                                                         | 23"23    | Arsenij Badamšin                                                     | 23"43    | Alessandro Bori                                                      | 23"53    |
| 100 m stile libero             | Alessandro Bori                                                      | 50"73    | Arsenij Badamšin                                                     | 51"15    | Marius Solaat Rødland                                                | 51"68    |
| 200 m stile libero             | Hendrick Ulrich                                                      | 1'51"29  | Ernest Maksumov                                                      | 1'52"93  | Marc Vivas Egea                                                      | 1'53"04  |
| 400 m stile libero             | Marc Innawi                                                          | 3'57"73  | Ernest Maksumov                                                      | 3'58"44  | Guillem Pujol                                                        | 3'58"53  |
| 1500 m stile libero            | Marc Innawi                                                          | 15'33"72 | Nicolas D'Oriano                                                     | 15'39"66 | Andrea Manzi                                                         | 15'46"49 |
| 100 m farfalla                 | Matteo Masiero                                                       | 55"37    | Johannes Tesch                                                       | 55"53    | Alberto Lozano                                                       | 55"54    |
| 200 m farfalla                 | Giacomo Carini                                                       | 2'01"41  | Athanasios-Charalampos Kynigakis                                     | 2'02"90  | Dmitrij Mal'kov                                                      | 2'03"89  |
| 100 m dorso                    | Filipp Šopin                                                         | 56"54    | Andrij Chlopcov                                                      | 56"59    | Robert Glinţă                                                        | 56"65    |
| 200 m dorso                    | Petter Fredriksson                                                   | 2'04"49  | Dominik Varga                                                        | 2'05"01  | Ziv Kalontarov                                                       | 2'05"78  |
| 100 m rana                     | Charlie Attwood                                                      | 1'03"19  | Anton Čupkov                                                         | 1'03"26  | Nikola Obrovac                                                       | 1'03"86  |
| 200 m rana                     | Anton Čupkov                                                         | 2'15"30  | Jacques Laueffer                                                     | 2'18"45  | Charlie Attwood                                                      | 2'18"47  |
| 200 m misti                    | Duncan Scott                                                         | 2'04"90  | Joan Casanovas                                                       | 2'05"85  | Igor' Balyberdin                                                     | 2'05"97  |
| 400 m misti                    | Igor' Balyberdin                                                     | 4'24"82  | Duncan Scott                                                         | 4'26"28  | Joan Casanovas                                                       | 4'26"63  |
| Staffetta 4x100 m stile libero | Russia Arsenij Badamšin Elisej Stepanov Filipp Šopin Ernest Maksumov | 3'27"28  | Germania Marek Ulrich Franz Müller Alexander Lohmar Hendrick Ulrich  | 3'27"90  | Gran Bretagna Martyn Walton Duncan Scott Lewis Clough Suleman Butt   | 3'28"27  |
| Staffetta 4x100 m misti        | Russia Filipp Šopin Anton Čupkov Dmitrij Mal'kov Arsenij Badamšin    | 3'46"40  | Italia Lorenzo Glessi Alex Baldisseri Matteo Masiero Alessandro Bori | 3'48"01  | Ucraina Andrij Chlopcov Jevhen Kurkin Dmytro Prožoha Vjačeslav Ohvon | 3'49"50  |

### Ragazze
| Gara                           | Oro                                                                           | Tempo   | Argento                                                                    | Tempo   | Bronzo                                                                   | Tempo   |
| 50 m stile libero              | Roosa Mört                                                                    | 26"23   | Marrit Steenbergen                                                         | 26"47   | Neža Kocijan                                                             | 26"81   |
| 100 m stile libero             | Arina Openyševa                                                               | 55"81   | Marrit Steenbergen                                                         | 57"81   | Marta Cano                                                               | 57"82   |
| 200 m stile libero             | Arina Openyševa                                                               | 2'03"50 | Holly Hibbott                                                              | 2'04"49 | Alessia Ruggi                                                            | 2'05"11 |
| 400 m stile libero             | Arina Openyševa                                                               | 4'17"07 | Paula Ruiz Bravo                                                           | 4'19"15 | Valerija Timčenko                                                        | 4'20"37 |
| 800 m stile libero             | Arina Openyševa                                                               | 8'49"88 | Holly Hibbott                                                              | 8'50"01 | Sveva Schiazzano                                                         | 8'58"48 |
| 100 m farfalla                 | Aleksandra Česnokova                                                          | 1'00"53 | Laura Stephens                                                             | 1'02"22 | Julija Stadnyk                                                           | 1'02"60 |
| 200 m farfalla                 | Carmen Balbuena                                                               | 2'15"98 | Laura Stephens                                                             | 2'17"24 | Marina Luperi                                                            | 2'17"27 |
| 100 m dorso                    | Dalma Matyasovszky                                                            | 1'02"60 | Iris Tjonk                                                                 | 1'02"76 | Maryna Kolesnykova                                                       | 1'02"93 |
| 200 m dorso                    | Dalma Matyasovszky                                                            | 2'13"71 | Polina Egorova                                                             | 2'15"12 | Holly Hibbott                                                            | 2'16"12 |
| 100 m rana                     | Beste Samanci                                                                 | 1'10"96 | Ekaterina Levašova                                                         | 1'11"21 | Eleonora Clerici                                                         | 1'11"72 |
| 200 m rana                     | Abbie Wood                                                                    | 2'32"87 | Tetjana Kudako                                                             | 2'33"35 | Beste Samanci                                                            | 2'33"55 |
| 200 m misti                    | Gréta Szilvási                                                                | 2'19"32 | Abbie Wood                                                                 | 2'19"46 | Rosa Maria Maeso                                                         | 2'19"86 |
| 400 m misti                    | Abbie Wood                                                                    | 4'51"53 | Diana Šeludčenko                                                           | 4'56"23 | Dóra Sztankovics                                                         | 4'59"73 |
| Staffetta 4x100 m stile libero | Russia Dar'ja Šibarova Aleksandra Česnokova Polina Egorova Arina Openyševa    | 3'51"30 | Germania Katrin Gottwald Leonie Kullmann Lia Neubert Anabel Ivanov         | 3'52"95 | Gran Bretagna Darcy Deakin Rebecca Dalling Georgia Coates Bethany Newton | 3'53"74 |
| Staffetta 4x100 m misti        | Russia Polina Egorova Ekaterina Levašova Aleksandra Česnokova Arina Openyševa | 4'12"53 | Gran Bretagna Bethany Newton Abbie Wood Laura Stephens Hannah Featherstone | 4'16"41 | Spagna Laura Pareja Prieto Rosa Maria Maeso Carmen Balbuena Marta Cano   | 4'19"94 |

### Misto
| Gara                           | Oro                                                                    | Tempo   | Argento                                                                  | Tempo   | Bronzo                                                                    | Tempo   |
| Staffetta 4x100 m stile libero | Russia Elisej Stepanov Polina Egorova Arsenij Badamšin Arina Openyševa | 3'37"38 | Gran Bretagna Duncan Scott Darcy Deakin Suleman Butt Hannah Featherstone | 3'39"46 | Germania Hendrik Ulrich Katrin Gottwald Marek Ulrich Anabel Ivanov        | 3'39"74 |
| Staffetta 4x100 m misti        | Russia Filipp Šopin Ekaterina Levašova Daniil Antipov Arina Openyševa  | 3'59"93 | Germania Marek Ulrich Leonie Hügenell Paulus Schön Anabel Ivanov         | 4'05"02 | Ucraina Andrij Chlopcov Tetjana Kudako Dmytro Prožoha Anastasija Manakova | 4'05"66 |